# 3176 Paolicchi
3176 Paolicchi è un asteroide della fascia principale del diametro medio di circa 33,94 km. Scoperto nel 1980, presenta un'orbita caratterizzata da un semiasse maggiore pari a 2,8754914 UA e da un'eccentricità di 0,0303975, inclinata di 18,12318° rispetto all'eclittica.
L'asteroide è dedicato Paolo Paolicchi, astrofisico italiano e campione del gioco televisivo a quiz Scommettiamo?.